# Gentianella coquimbensis
Gentianella coquimbensis är en gentianaväxtart som först beskrevs av John Isaac Briquet, och fick sitt nu gällande namn av C. Marticorena och M. Quezada. Gentianella coquimbensis ingår i släktet gentianellor, och familjen gentianaväxter. Inga underarter finns listade i Catalogue of Life.